# Blahovișcenske, Vilneansk
Blahovișcenske (în ucraineană Благовіщенське) este un sat în comuna Moskovka din raionul Vilneansk, regiunea Zaporijjea, Ucraina.

## Demografie
Componența lingvistică a localității Blahovișcenske
     Ucraineană (82,43%)
     Rusă (17,57%)
Conform recensământului din 2001, majoritatea populației localității Blahovișcenske era vorbitoare de ucraineană (82,43%), existând în minoritate și vorbitori de rusă (17,57%).